# Eirik Bakke
Eirik Bakke (født 13. september 1977 i Sogndal, Norge) er en norsk tidligere fodboldspiller (midtbane).
Bakke er primært kendt for sine syv sæsoner i England hos Leeds United. Han spillede næsten 150 ligakampe for klubben, hvoraf langt de fleste var i Premier League. Han var med til at nå semifinalen i Champions League 2000-01 med klubben. Udover tiden hos Leeds spillede han også flere år i hjemlandet hos Sogndal i sin fødeby samt SK Brann i Bergen. Med sidstnævnte var han med til at vinde det norske mesterskab i 2007.
Bakke spillede desuden 27 kampe for Norges landshold. Han var med på det norske hold til EM i 2000 i Belgien og Holland, og spillede alle landets tre kampe i turneringen.

## Titler
Tippeligaen
- 2007 med SK Brann